# LSU-Baltai Kaunas
El LSU-Baltai (lituà: LSU Baltai) és un club de bàsquet de la ciutat de Kaunas a Lituània.

## Història
Evolució del nom:
- Atletas (1991-1998)
- Topo Centas - Atletas (1998-2004)
- Hidruva-Atletas (2004-2005)
- Atletas (2005-2007)
- Aisčiai-Atletas (2007-2008)
- Aisčiai (2008-2010)
- Kaunas (2010-2012)
- LSU-Baltai (2012-)

## 2008-2009
- Pranas Skurdauskas
- Ernestas Ežerskis
- Paulius Beliavičius
- Donatas Motiejūnas
- Egidijus Dimša
- Paulius Kleiza
- Tautvydas Barštys
- Tomas Rinkevičius
- Darius Gvezdauskas
- Vygantas Metelica

## Jugadors destacats
- Žydrūnas Ilgauskas
- Saulius Štombergas
- Virginijus Praškevičius
- Tomas Pačėsas